# 兒童文學 (朝鮮)
《兒童文學》（朝鲜语：／）是朝鲜文學藝術綜合出版社出版的老牌兒童文學雜誌，創刊於1946年。雜誌的内容是登載有關朝鮮領導人金日成、金正日的散文、童話、詩歌、短篇小説等。
1960年，該雜誌登載了朝鮮文學藝術總同盟會員、小説家韓雪野的反美小説《豺狼》。